# 管乐 (演员)
管樂（1995年3月2日—），中國女演員，出生于山東省青島市，畢業於中央戲劇學院，與張小婉一同以喜劇雙人組「小婉管樂」身分活躍於大眾視野。2022年出演喜劇節目一年一度喜劇大賽第二季獲得關注，後出演墨雨雲間、國色芳華而逐漸為大眾熟知。2025年，登上中央廣播電視臺春節聯歡晚會表演小品節目「借傘」，後參加乘風2025。

## 經歷
2014、2015年，管樂參演開心麻花許多話劇作品正式出道，2018年參演了喜劇電影西遊記女兒國。2020年參演電視劇東四牌樓東及錦繡南歌，2022年參演珍饈記並飾演喜燕一角，逐漸獲得關注，同年參加《一年一度喜劇大賽 第二季》與張小婉作為搭檔，共同進行比賽，最終獲得季軍。
2024年6月，主演電視劇墨雨雲間播出，飾演香巧，與張小婉共同扮演丫鬟，逐漸走進大眾視野。2025年1月7日，主演的电视剧《国色芳华》播出，扮演主人公的摯友大福。同年登上央視春晚，表演小品《借傘》，3月，參與的綜藝乘風2025開播。6月，电视剧《国色芳华》續集《錦繡芳华》播出。

## 影视作品

### 戲剧
| 首播年份 | 剧名           | 角色   | 备注   |
| -------- | -------------- | ------ | ------ |
| 2018年   | 东四牌楼东     | 玉儿   | 電視劇 |
| 2020年   | 锦绣南歌       | 小辛   |        |
| 2021年   | 全世界唯一的你 |        | 網絡劇 |
| 2021年   | 一纸寄风月     | 芝兰   | 網絡劇 |
| 2022年   | 珍馐记         | 喜燕   | 網絡劇 |
| 2022年   | 奋斗吧，龙顶天 |        | 網絡劇 |
| 2023年   | 虫图腾         | 凤儿   | 網絡劇 |
| 2024年   | 墨雨云间       | 香巧   | 網絡劇 |
| 2024年   | 舍不得星星     | 蒋亚男 | 網絡劇 |
| 2025年   | 国色芳华       | 朱福   | 電視劇 |
| 2025年   | 锦绣芳华       | 朱福   | 電視劇 |

### 电影
| 上映年份       | 电影名             | 導演         | 角色   | 備註 |
| -------------- | ------------------ | ------------ | ------ | ---- |
| 2018年         | 西游记女儿国       | 郑保瑞       | 翠羽   |      |
| 2019年         | 卡壳               | 图拉古       | 介子   |      |
| 2023年         | 中国乒乓之绝地反击 | 邓超、俞白眉 |        |      |
| 2023年         | 靠近我一点         | 夏永康       | 秀秀   |      |
| 2024(未上映)年 | 入型入格           | 徐浩峰       |        |      |
| 2024年         | 史上最强弟子       | 黄才伦       | 阿缇   |      |
| 2024年         | 穿过月亮的旅行     | 李蔚然       | 女乘警 |      |
| 2024年         | 大场面             | 李季         | 乐乐   |      |
| 2025年         | 我们的命中注定     | 麦子         | 玲玲   |      |
| 2025年         | 非标准恋爱         | 邢潇         | 高冉   |      |
| 2025年         | 人生开门红         | 易小星       | 圈圈   |      |

### 綜藝節目
| 年份 | 日期 | 頻道 | 節目名稱 |
| ---- | ---- | ---- | -------- |